# VM i landevejscykling 2018 – Enkeltstart (herrer)
Herrernes enkeltstart ved VM i landevejscykling 2018 blev afholdt onsdag den 26. september 2018 i Innsbruck, Østrig. Ruten var 52,5 km lang. Det var den 25. udgave af mesterskabet og Tom Dumoulin var regerende mester. Enkeltstarten blev vundet af australske Rohan Dennis.

## Hold og ryttere
| 3 ryttere | 2 ryttere                                                                                    | 2 ryttere                                                                                            | 1 rytter | 1 rytter |
| --------- | -------------------------------------------------------------------------------------------- | --- | --- | --- |
| Holland   | Belgien · Danmark · Eritrea · Frankrig · Irland · Italien · Litauen · New Zealand · Pakistan | Polen · Portugal · Rusland · Spanien · Storbritannien · Schweiz · Tjekkiet · Tyskland · USA · Østrig | Albanien · Argentina · Australien · Canada · Colombia · Amerikanske Jomfruøer · Estland · Etiopien · Hongkong · Hviderusland | Indonesien · Kasakhstan · Letland · Luxembourg · Norge · Slovakiet · Slovenien · Sverige · Syrien · Ukraine |

### Danske ryttere
- Martin Toft Madsen
- Søren Kragh Andersen

## Resultater
| \| Samlede stilling \| Samlede stilling \| Samlede stilling \| Samlede stilling \| Samlede stilling \| \| Rytter \| Rytter \| Hold \| Tid \| \| \| ---------------- \| -------------------- \| ---------------- \| ---------------- \| ---------------- \| \| 1. \| Rohan Dennis \| Australien \| 1t 03' 02" \| \| \| 2. \| Tom Dumoulin \| Holland \| + 1' 21" \| \| \| 3. \| Victor Campenaerts \| Belgien \| + 1' 22" \| \| \| 4. \| Michał Kwiatkowski \| Polen \| + 2' 05" \| \| \| 5. \| Nelson Oliveira \| Portugal \| + 2' 14" \| \| \| 6. \| Jonathan Castroviejo \| Spanien \| + 2' 18" \| \| \| 7. \| Tony Martin \| Tyskland \| + 2' 25" \| \| \| 8. \| Patrick Bevin \| New Zealand \| + 2' 35" \| \| \| 9. \| Vasil Kiryjenka \| Hviderusland \| + 3' 08" \| \| \| 10. \| Martin Toft Madsen \| Danmark \| + 3' 23" \| \| |                      |              |            |
| |                      |              |            |
| Kilde: ProCyclingStats |                      |              |            |
| Samlede stilling |                      |              |            |
| Rytter | Rytter               | Hold         | Tid        |
| 1. | Rohan Dennis         | Australien   | 1t 03' 02" |
| 2. | Tom Dumoulin         | Holland      | + 1' 21"   |
| 3. | Victor Campenaerts   | Belgien      | + 1' 22"   |
| 4. | Michał Kwiatkowski   | Polen        | + 2' 05"   |
| 5. | Nelson Oliveira      | Portugal     | + 2' 14"   |
| 6. | Jonathan Castroviejo | Spanien      | + 2' 18"   |
| 7. | Tony Martin          | Tyskland     | + 2' 25"   |
| 8. | Patrick Bevin        | New Zealand  | + 2' 35"   |
| 9. | Vasil Kiryjenka      | Hviderusland | + 3' 08"   |
| 10. | Martin Toft Madsen   | Danmark      | + 3' 23"   |